# Sarapiku järv
Sarapiku järv är en sjö i Estland.   Den ligger i landskapet Saaremaa (Ösel), i den västra delen av landet, 200 km sydväst om huvudstaden Tallinn. Sarapiku järv ligger 10 meter över havet. Den ligger på ön Ösel. I omgivningarna runt Sarapiku järv växer i huvudsak blandskog.